# Adamowo (Krzycko Wielkie)
Adamowo – część wsi Krzycko Wielkie w Polsce, położona w województwie wielkopolskim, w powiecie leszczyńskim, w gminie Włoszakowice. Wchodzi w skład sołectwa Krzycko Wielkie.
W latach 1975–1998 Adamowo administracyjnie należało do województwa leszczyńskiego.